# 单叶瘤果芹
单叶瘤果芹（学名：Trachydium simplicifolium）为伞形科瘤果芹属的植物，为中国的特有植物。分布于中国大陆的云南等地，生长于海拔2,700米至4,000米的地区，一般生于高山草甸中或砾石坡地上，目前尚未由人工引种栽培。